# Công quốc Neopatras
Công quốc Neopatras (tiếng Catalunya: Ducat de Neopàtria, tiếng Hy Lạp: Δουκάτο Νέωνπατρών, tiếng Latinh: Ducatus Neopatriae) là một quốc gia Thập tự chinh tọa lạc cực Bắc miền Attiki do phiến quân Almogàver thiết lập vào năm 1318. Quốc gia chỉ tồn tại suốt thế kỷ XIV như thuộc địa của Vương quốc Aragón.